# Takuto Hayashi
Takuto Hayashi (林 卓人 Hayashi Takuto?, Ibaraki, Osaka, 9 de agosto de 1982) es un exfutbolista japonés que jugaba de portero.

## Trayectoria
Hayashi fue adquirido en 2001 por el Sanfrecce Hiroshima tras graduarse en el Instituto Konkō de Osaka. Hayashi debutaría con el primer equipo el 30 de noviembre de 2002, en la última jornada de liga ante el Consadole Sapporo. Salió en el minuto 76 en sustitución del portero titular, Takashi Shimoda, con el equipo jugándose el descenso. Al final, encajaría tres goles, terminado el partido 4-3 para el Sapporo y certificándose el descenso del Sanfrecce. Sí que fue titular en copa, ayudando al Sanfrecce a llegar hasta las semifinales de la Copa del Emperador.
En 2003, ya en J2, jugó un partido de liga ante la convocatoria de Shimoda por el combinado nacional. En 2005, ante la falta de oportunidades, no renovó contrato y decidió fichar por el Consadole Sapporo , donde se establecería como titular indiscutible. Sin embargo, en 2006 se le diagnosticaría lumbalgia crónica, y sus problemas físicos le costaron el puesto en favor de Yuya Sato a comienzos de la temporada 2007. A mitad de año, el Vegalta Sendai se fijó en él ante las constantes lesiones de Junnosuke Schneider y Kiyomitsu Kobari, y logró su cesión. En el Vegalta se asontó como titular, y tras ampliar el periodo de cesión durante dos años seguidos fue adquirido en propiedad por el Vegalta Sendai en 2010, tras lograr el ascenso. Desde entonces, se ha establecido como uno de los porteros más seguros y en mejor forma de la liga japonesa. En 2010, en su vuelta a la máxima categoría, jugó todos los partidos. En 2011, fue de nuevo titular todos los partidos de la temporada, siendo el portero menos imbatido, con 24 goles en contra, y siendo el portero que más veces logró dejar su portería a cero, en 14 ocasiones, contribuyendo en gran medida al gran cuarto puesto de su equipo. En 2012 acabaría segundo en liga, logrando clasificarse para la Liga de Campeones de la AFC.

## Selección nacional
Desde 2002, Hayashi fue siempre convocado en categorías inferiores, destacando en la fase de clasificación para las Olimpiadas de Atenas en 2004. Sin embargo, Masakuni Yamamoto, seleccionador del combinado olímpico, decidió convocar a Hitoshi Sogahata como refuerzo “over-age”, y a Takaya Kurokawa como suplente.
Su gran forma en 2011 le supuso su primera convocatoria con la selección absoluta, para un amistoso contra Islandia en febrero de 2012, pero finalmente no llegó a debutar.
- 2001  Japón sub-20
- 2002  Japón sub-21
- 2003  Japón sub-22
- 2004  Japón sub-23
- 2012  Japón

## Clubes
Actualizado al último partido jugado el 1 de marzo de 2014.
| Club                      | Dorsal        | Div           | Temporada     | Liga  | Liga  | Copa           | Copa           | Copa de liga | Copa de liga | Torneos internacionales | Torneos internacionales | Total | Total |
| Club                      | Dorsal        | Div           | Temporada     | Part. | Goles | Part.          | Goles          | Part.        | Goles        | Part.                   | Goles                   | Part. | Goles |
| Japón                     | Japón         | Japón         | Japón         | Liga  | Liga  | Copa Emperador | Copa Emperador | Copa Nabisco | Copa Nabisco | ACL                     | ACL                     | Total | Total |
| ------------------------- | ------------- | ------------- | ------------- | ----- | ----- | -------------- | -------------- | ------------ | ------------ | ----------------------- | ----------------------- | ----- | ----- |
| Sanfrecce Hiroshima Japón |               |               |               |       |       |                |                |              |              |                         |                         |       |       |
| 21                        | J1            | 2001          | 0             | 0     | 0     | 0              | 0              | 0            | -            | -                       | 0                       | 0     |       |
| 21                        | J1            | 2002          | 1             | 0     | 4     | 0              | 0              | 0            | -            | -                       | 5                       | 0     |       |
| 21                        | J2            | 2003          | 1             | 0     | 0     | 0              | -              | -            | -            | -                       | 1                       | 0     |       |
| 21                        | J1            | 2004          | 0             | 0     | 0     | 0              | 1              | 0            | -            | -                       | 1                       | 0     |       |
| Total club                | Total club    | Total club    | 2             | 0     | 4     | 0              | 1              | 0            | -            | -                       | 7                       | 0     |       |
| Consadole Sapporo Japón   |               |               |               |       |       |                |                |              |              |                         |                         |       |       |
| 1                         | J2            | 2005          | 33            | 0     | 0     | 0              | -              | -            | -            | -                       | 33                      | 0     |       |
| 1                         | J2            | 2006          | 38            | 0     | 1     | 0              | -              | -            | -            | -                       | 39                      | 0     |       |
| 1                         | J2            | 2007          | 0             | 0     | 0     | 0              | -              | -            | -            | -                       | 0                       | 0     |       |
| Total club                | Total club    | Total club    | 71            | 0     | 1     | 0              | -              | -            | -            | -                       | 72                      | 0     |       |
| Vegalta Sendai Japón      |               |               |               |       |       |                |                |              |              |                         |                         |       |       |
| 16                        | J2            | 2007          | 19            | 0     | 0     | 0              | -              | -            | -            | -                       | 19                      | 0     |       |
| 16                        | J2            | 2008          | 41            | 0     | 1     | 0              | -              | -            | -            | -                       | 42                      | 0     |       |
| 16                        | J2            | 2009          | 51            | 0     | 4     | 0              | -              | -            | -            | -                       | 55                      | 0     |       |
| 16                        | J1            | 2010          | 34            | 0     | 0     | 0              | 6              | 0            | -            | -                       | 40                      | 0     |       |
| 16                        | J1            | 2011          | 34            | 0     | 2     | 0              | 4              | 0            | -            | -                       | 40                      | 0     |       |
| 16                        | J1            | 2012          | 34            | 0     | 1     | 0              | 7              | 0            | -            | -                       | 42                      | 0     |       |
| 16                        | J1            | 2013          | 34            | 0     | 1     | 0              | 1              | 0            | 6            | 0                       | 42                      | 0     |       |
| Total club                | Total club    | Total club    | 247           | 0     | 9     | 0              | 18             | 0            | 6            | 0                       | 280                     | 0     |       |
| Sanfrecce Hiroshima Japón |               |               |               |       |       |                |                |              |              |                         |                         |       |       |
| 1                         | J1            | 2014          | 1             | 0     | 0     | 0              | 0              | 0            | 1            | 0                       | 2                       | 0     |       |
| Total club                | Total club    | Total club    | 1             | 0     | 0     | 0              | 0              | 0            | 1            | 0                       | 2                       | 0     |       |
| Total                     |               |               |               |       |       |                |                |              |              |                         |                         |       |       |
| Japón                     | Japón         | J1            | 138           | 0     | 8     | 0              | 19             | 0            | 7            | 0                       | 172                     | 0     |       |
| Japón                     | Japón         | J2            | 183           | 0     | 6     | 0              | -              | -            | 0            | 0                       | 189                     | 0     |       |
| Total carrera             | Total carrera | Total carrera | Total carrera | 321   | 0     | 14             | 0              | 19           | 0            | 7                       | 0                       | 361   | 0     |

## Palmarés

### Campeonatos nacionales
| Título               | Club                | País  | Año  |
| -------------------- | ------------------- | ----- | ---- |
| J. League Division 2 | Vegalta Sendai      | Japón | 2009 |
| Supercopa de Japón   | Sanfrecce Hiroshima | Japón | 2014 |
| J1 League            | Sanfrecce Hiroshima | Japón | 2015 |
| Supercopa de Japón   | Sanfrecce Hiroshima | Japón | 2016 |
| Copa J. League       | Sanfrecce Hiroshima | Japón | 2022 |

### Campeonatos internacionales
| Título                                | Club (*) | País          | Año  |
| ------------------------------------- | -------- | ------------- | ---- |
| Campeonato de Fútbol del Este de Asia | Japón    | Corea del Sur | 2013 |

(*) Incluyendo la selección.

### Distinciones individuales
| Distinción                 | Año        |
| -------------------------- | ---------- |
| J.League Jugador Destacado | 2011, 2012 |